# Johan Georg Taglich
Johan Georg Taglich (Tachlieb), född i Tyskland, död i juni 1740 i Stockholm, var en tysk-svensk fajansmålare.
Han var gift med Maria Påhlssen. Taglich var anställd som fajansmålare vid porslinsfabriken i Ansbach, Mittelfranken 1722–1734 och kom senare till Rörstrands porslinsfabrik. När Andreas Nicolaus Ferdinand slutade vid fabriken 1739 blev Taglich brukets tekniske och konstnärliga ledare. Man antar att han före sin tid i Ansbach varit verksam i Danmark eftersom det var han som införde motiv och dekorer hämtade från porslinsfabriken i Rounso han senare införde i Rörstrands tillverkning. Taglich är representerad vid bland annat Germanische Museum i Nurnberg, Luitpoldmuseet i Würsberg och Nationalmuseum.